# Quan hệ Ba Lan – Nga
Quan hệ Ba Lan – Nga (tiếng Ba Lan: Stosunki polsko-rosyjskie, tiếng Nga: Российско-польские отношения) là mối quan hệ ngoại giao giữa Cộng hòa Ba Lan và Liên bang Nga. Hai quốc gia này có một mối quan hệ lâu dài song phức tạp và đầy biến động lịch sử do căng thẳng trong quá khứ, với sự ra đời của hai quốc gia là Vương quốc Ba Lan và Đại công quốc Moskva trước đây. Cả hai đã có nhiều cuộc xung đột đẫm máu trong quá khứ và có khá nhiều cuộc chiến tranh giữa hai nước. Quân Ba Lan đã từng có một lần duy nhất đánh chiếm Moskva trong khoảng hai năm từ 1610-2, song nó trở nên căng thẳng hơn sau khi Đế quốc Nga đánh chiếm phần lớn Ba Lan trong suốt từ 1795-1918, và sau đó là sự xâm chiếm từ Liên Xô sau này. Kể từ thời hậu cộng sản, quan hệ giữa hai nước này đã bước sang trang sử khác, song vẫn khá căng thẳng vì quá khứ bất ổn giữa hai nước. Theo khảo sát của BBC năm 2013, chỉ có 19% người Ba Lan xem Nga tích cực, trong khi 49% cảm thấy Nga là mối đe dọa cho Ba Lan. Nỗi sợ Nga đã gia tăng ở Ba Lan sau khi xảy ra sự kiện sáp nhập Krym bởi Nga, và chính phủ hiện tại ở Belarus, láng giềng của Ba Lan, đang bị kiểm soát bởi Nga, và vùng lãnh thổ Kaliningrad.
Hiện nay, hơn 60-80% người Ba Lan lo ngại về nguy cơ xung đột giữa hai nước.

## Lịch sử ngoại giao Ba Lan-Nga

### Từ thời kỳ Công quốc Moskva tới Đế quốc Nga
Theo như sử gia Andrzej Nowak đã viết, hai bên đã thù địch với nhau từ khá lâu, khi Đại công quốc Lietuva vốn đã ngày càng suy yếu bởi các cuộc chiến với Đại công quốc Moskva ngày một lệ thuộc vào Ba Lan bấy giờ, vào thế kỷ XV và XVI. Theo Andrzej, mặc dù đã có mối liên hệ giữa hai nước từ trước đó, song chính việc Ba Lan và Litva liên minh với nhau về sau khiến cho hai bên bắt đầu đương đầu với nhau. Vì Ba Lan là một quốc gia Công giáo với niềm tin gần gũi với phương Tây đối lập với Nga theo Chính thống giáo Đông phương, hai bên đã thực sự xung đột lẫn nhau để "tranh giành quyền kiểm soát Trung và Đông Âu". Liên minh Ba Lan-Litva đã từng thành công trong việc ngăn cản các cuộc xâm lược từ Nga, cũng như việc quân Ba Lan đánh chiếm Moskva thành công vào năm 1610, đã có ảnh hưởng lớn tới hai nước sau này. Về sau, Đại Công quốc Moskva dần chuyển đổi thành Đế quốc Nga và sức mạnh của Nga, vốn bị lung lay trước đó, dần hồi phục và phát triển hùng mạnh hơn, dẫn tới các cuộc xâm lược vào những vùng đất vốn thuộc về Ba Lan đang suy yếu. Vào thế kỷ XVIII, sự suy yếu trầm trọng của Thịnh vượng chung Ba Lan-Litva đã mở đường để Nga biến Ba Lan thành một nhà nước chư hầu. Các đại sứ Nga tới Ba Lan vào thế kỷ XVIII bấy giờ được mô tả là "có quyền lực y như Tổng đốc một tỉnh thuộc địa", và Ba Lan dần dần trở thành chư hầu của Nga sau các sự kiện Nghị viện câm và Chiến tranh kế vị Ba Lan.
Với việc Liên minh Bar nổi dậy thất bại từ 1768-72, Nga đã bắt đầu phân chia Ba Lan. Từ 1772-95, Nga, bên có quyền lực nhất trong cuộc phân chia, đã đánh chiếm rất nhiều đất đai của Ba Lan cũ. Theo Nowak mô tả, thì "một thời kỳ nô dịch của Nga mạnh lên vào đúng thời kỳ Khai sáng". Ba Lan bị Nga coi như là một nhà nước "phản Chúa", nguy hiểm với lý do tư tưởng Công giáo và dân chủ của nước này "cần phải bị dẹp bỏ bởi những nước được khai sáng chính quy". Chính từ đó, suốt 123 năm, Ba Lan bị Nga cai trị vô cùng tàn bạo và một loạt các phong trào nổi dậy chống Nga nổ ra. Mục tiêu của hầu hết các cuộc nổi dậy này là chống lại chính sách Nga hóa và diệt chủng văn hóa Ba Lan. Tuy nhiên, hầu hết các cuộc nổi dậy này đều bị vùi dập tàn khốc và Ba Lan vẫn không thể độc lập cho tới năm 1918, khi Đế quốc Nga sụp đổ.

### Liên Xô
. 
Ngay sau khi giành lại độc lập vào năm 1918, Ba Lan đã phải đối mặt với một cuộc chiến tranh với nước Nga Xô Viết,dẫn tới việc Chiến tranh Nga-Ba Lan (1919-1921) nổ ra mà Ba Lan là bên thắng trận, sau khi đánh đuổi Hồng Quân âm mưu xâm chiếm Warszawa.
Trong hai thập kỷ sau đó, cả Ba Lan và Liên Xô đều không có quan hệ ngoại giao và là kẻ thù. Chính phủ Liên Xô ủng hộ các phe cộng sản nổi loạn như Đảng Cộng sản Ba Lan, Đảng Cộng sản Tây Ukraina và Đảng Cộng sản Tây Belarus, trong khi Bộ Dân ủy Nội vụ đã tiến hành diệt chủng gần 120.000 người Ba Lan và trục xuất nhiều người khác tới Kazakhstan trong những vùng đất bị Nga đánh chiếm. Thế nhưng chính Hiệp ước Xô-Đức bí mật với Đức Quốc xã đã khiến Ba Lan mất độc lập sau các cuộc xâm chiếm Ba Lan bởi chính Nga và Đức. Sau đó, các cuộc đàn áp Ba Lan bởi Liên Xô, trong đó bi thảm nhất là vụ Thảm sát Katyn năm 1940 khi hơn 20.000 sĩ quan và trí thức Ba Lan bị tàn sát bởi NKVD, sau đó là sự chối bỏ trách nhiệm của Nga, trở thành vết nhơ khó tan trong quan hệ Ba Lan-Nga sau này. Vào năm 1944, lực lượng Armia Krajowa phát động cuộc nổi dậy Warszawa với hy vọng sẽ có thể sử dụng các cuộc tấn công về phía Tây của Liên Xô để đánh đuổi quân Đức. Song, Liên Xô bất ngờ ngưng tiến công và ngăn cản các nước thuộc Khối Đồng Minh tìm cách tiếp vận cho quân nổi dậy Ba Lan trong vài tuần, nên đã giúp quân Đức tập hợp lực lượng và vùi dập cuộc nổi dậy đẫm máu, khiến 150-250.000 người chết. Sau Thế chiến II, với kết quả Hội nghị Yalta, Liên Xô chia đôi Đức và đồng thời Iosif Vissarionovich Stalin lên kế hoạch lập ra một nhà nước Cộng sản chư hầu ở Ba Lan, biết tới là Cộng hòa Nhân dân Ba Lan. Ba Lan trở thành một phần thuộc khối cộng sản Đông Âu, và kết quả là nước này trở thành vệ tinh của Nga. Ảnh hưởng Nga suy giảm dần sau khi Stalin chết và sự kiện tháng 11 ở Ba Lan khi Gomulka nắm quyền. Thế nhưng nó chỉ thực sự chấm dứt vào năm 1989 sau khi chính phủ Cộng sản sụp đổ, mặc dù lực lượng phía Bắc không thực sự rời đi cho tới 1993.
Đến nay, nhiều người Ba Lan xem thời kỳ 1945-89, hay còn được quen gọi là thời kỳ cộng sản, là một hành động chiếm đóng từ Nga.

## Ngày nay

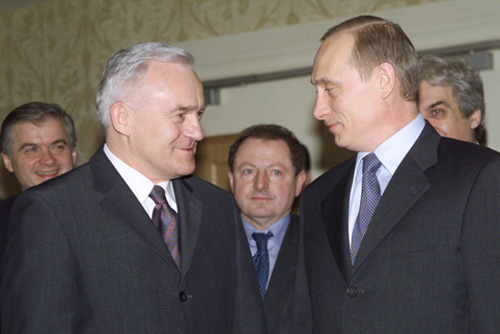
Tổng thống Nga Vladimir Putin gặp Thủ tướng Ba Lan Leszek Miller năm 2002

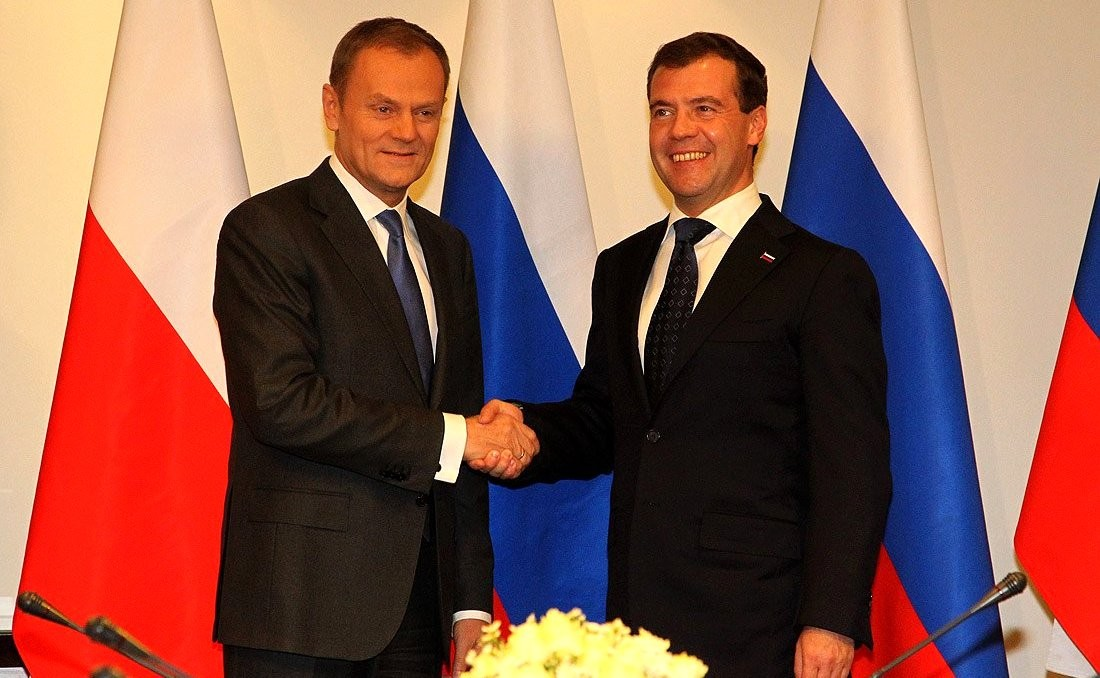
Dmitry Medvedev ở Ba Lan gặp Donald Tusk

Sau sự sụp đổ của Liên Xô và Đông Âu năm 1989, hai nước bước vào thời kỳ quan hệ hiện đại. Ba Lan đòi lại toàn quyền độc lập năm 1991 trong khi Nga kế tục Liên Xô. Thế nhưng quan hệ giữa hai nước này vẫn trong tình trạng "cơm chẳng lành, canh chẳng ngọt". Ba Lan tìm cách thoát khỏi ảnh hưởng Nga bằng việc gia nhập Liên minh châu Âu và NATO, và đối lập với Nga trong một loạt các vấn đề ngoại giao nhạy cảm như vấn đề Chechnya và các cuộc chiến giữa hai nước trong lịch sử. Ba Lan cũng tìm cách thiết lập ngoại giao với các quốc gia từng thuộc Liên Xô cũ. Ba Lan cũng ủng hộ cuộc Cách mạng Cam năm 2004 ở Ukraina, và hai bên vẫn liên tục đối đầu nhau ở các vấn đề khác như thảm sát Katyn bởi quân Nga, khi Ba Lan yêu cầu Nga bồi thường và xin lỗi cho các nạn nhân vụ thảm sát (Nga coi đó là tội ác chiến tranh hơn là thảm sát). Nga nhiều lần cáo buộc Ba Lan "vô ơn bạc nghĩa" khi quên mất Nga đã từng "giải phóng Ba Lan khỏi Đức" (mặc dù về sau Ba Lan cũng bị chiếm đóng bởi Liên Xô). Năm 2009, truyền thông Nga gây chú ý khi cáo buộc Ba Lan, Đức và Nhật Bản "âm mưu liên minh chống Liên Xô trước Thế chiến II", song bị giới chức Ba Lan bác bỏ kịch liệt và nói rằng đó là "sự ngụy tạo lịch sử của Nga". Một số vấn đề như Visa cho công dân Nga, hệ thống phòng thủ tên lửa do Hoa Kỳ xây dựng, dự án Dòng chảy phương Bắc (Ba Lan vốn nhập tới 90% dầu và 60% khí đốt từ Nga), ảnh hưởng Ba Lan trong EU, cấm vận giữa hai bên, khiến quan hệ giữa hai nước thêm phần đối đầu.
Sau khi Liên Xô tan rã năm 1991, biên giới giữa hai nước chỉ còn bao gồm giữa vùng Kaliningrad với Ba Lan trải dài 210 km. Tuy nhiên sau khi Aliaksandr Lukašenka, một người thân Nga và có khuynh hướng độc tài toàn trị, trở thành lãnh đạo Belarus, Ba Lan liên tục phải đối mặt với nguy cơ đe dọa từ Nga.

### Thảm kịch Smolensk 2010
BBC đã thông báo về Vụ rơi máy bay Tu-154 của Không quân Ba Lan năm 2010 sẽ có tác động tới quan hệ hai nước, làm gia tăng nghi ngờ vào Nga từ Ba Lan. Tuy nhiên, theo The Wall Street Journal, việc Vladimir Putin và Donald Tusk cùng nhau đưa ra tuyên bố chung năm 2010 ở Katyn được cho là có tác động làm hòa giải mối quan hệ sóng gió giữa hai nước. Về một khía cạnh, nó đã làm gia tăng hy vọng chấm dứt sự thù địch nhiều thế kỷ giữa hai nước.

### Đối thoại 2011
Cả hai nước đã bắt đầu đối thoại sau khi Medvedev thăm Ba Lan cuối 2010, và đã được Trung tâm Giao lưu và Hiểu biết Văn hóa Ba Lan-Nga chấp thuận để gia tăng giao lưu giới trẻ giữa hai nước. Tuy nhiên, đồng nghiệp bên phía Nga không thực sự hợp tác trong vấn đề này. Lãnh đạo khối bên Nga, Yuri Bondarenko, đã gây rắc rối bằng những tài liệu đầy tranh cãi trong quan hệ hai nước, và thậm chí có cả kế hoạch đưa học sinh Ba Lan tới Bán đảo Krym vốn được cho là có thể vi phạm luật pháp Ba Lan.

### Khủng hoảng Ukraina
Ba Lan đã liên tục ủng hộ Ukraina trong vấn đề căng thẳng với Nga và đã yêu cầu sự hỗ trợ lớn hơn từ NATO sau sự kiện sáp nhập Krym và các cuộc can thiệp quân sự của Nga vào Ukraina, đồng thời cũng ủng hộ cấm vận Nga. Để trả đũa, Nga ban hành cấm vận với hàng hóa Ba Lan như hoa quả, trái cây và rau củ, viện lý do "không đạt tiêu chuẩn Nga". Nga là thị trường lớn nhất cho hàng hóa Ba Lan xuất khẩu.

## Tình báo Nga hoạt động tại Ba Lan
Theo như cuốn Khởi thủy địa chính trị của nhà chính trị học Aleksandr Dugin, thì ông cho rằng Nga có ý đồ cho Ba Lan, Litva và Latvia một "vị trí đặc biệt" trong ảnh hưởng Nga. Năm 1996, Thủ tướng Ba Lan Józef Oleksy phải từ chức do có quan hệ với trùm gián điệp Nga, Vladimir Alganov. Năm 2004, truyền thông Ba Lan tiết lộ tình báo Ba Lan có thu thập bằng chứng việc Alganov có ý đồ mua chuộc các chính khách Ba Lan.
Quân đội Nga đã có những cuộc diễn tập chiến tranh chống Ba Lan trong những năm trở lại đây, trong đó cuộc tập trận Zapad-09 năm 2009 nhắm đến mối nguy từ người thiểu số Ba Lan nổi dậy chống Nga và Belarus, và các chiến dịch trấn áp sau đó.

## Nhận định
Mối quan hệ giữa Ba Lan và Nga được xem là phức tạp và có những nét tương đồng được đem ra so sánh với mối Quan hệ Trung Quốc – Triều Tiên và đặc biệt là được so le với mối Quan hệ Trung Quốc – Việt Nam vốn cũng nổi tiếng là phức tạp trong nhiều năm lịch sử. Vì vấn đề chính trị nhạy cảm giữa hai quốc gia này khá giống với quan hệ giữa Việt Nam và Trung Quốc, nhiều những chuyên gia có uy tín cũng như các cộng đồng người Việt hải ngoại coi vấn đề ngoại giao Ba Lan-Nga như một ví dụ để Việt Nam tìm cách đương đầu với Trung Quốc.